# Zollikon
Zollikon is een gemeente en plaats in het Zwitserse kanton Zürich en maakt deel uit van het district Meilen. Zollikon telt 11.770 inwoners.

## Overleden
- Hedwig Bleuler-Waser (1869-1940), feministe en pionier in de abstinentiebeweging
- Ella Wild (1881-1932), journaliste
- Ivan Iljin (1883-1954), Russische religieuze en politieke filosoof, witte emigrant en publicist.
- Marianne Breslauer (1909-2001), fotografe en kunsthandelaarster
- Susanna Woodtli (1920-2019), historica en feministe